# 沙田公園

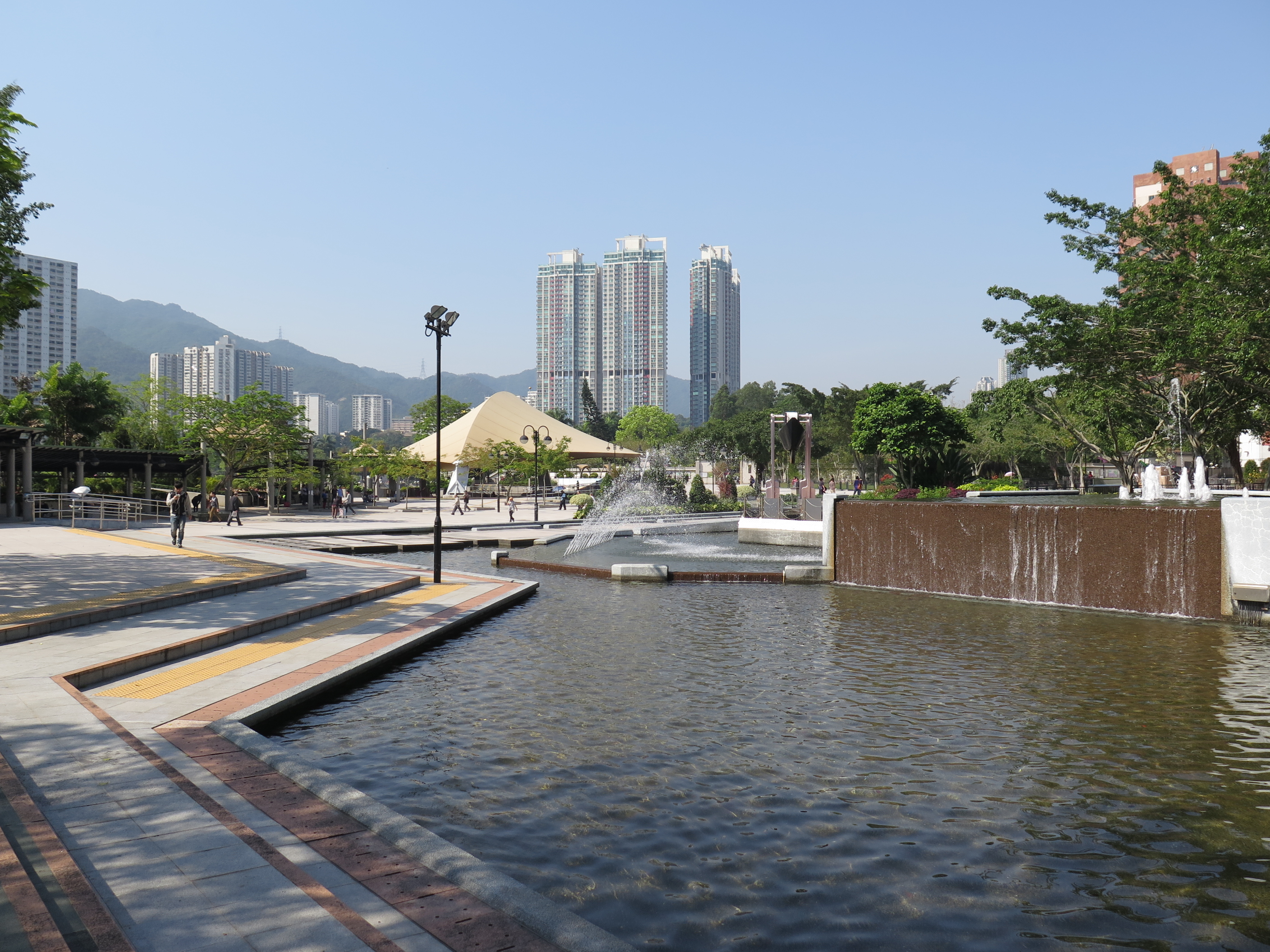
沙田公園的噴水池

沙田公園（英語：Sha Tin Park）位於香港新界沙田源禾路2號，是沙田新市鎮的主要大型公園；鄰近城門河，東面延伸至沙燕橋，西面至獅子橋，毗連沙田大會堂、城市藝坊及新城市廣場。公園面積8.05公頃，耗時3年、耗資7,500萬港元興建，於1988年9月24日開啟，現由康文署負責管理。

## 歷史及概述
沙田公園原名沙田中央公園（英語：Sha Tin Central Park），由前區域市政局興建，原由區域市政總署管理；區域市政局解散後改由康文署管理。沙田公園佔地10公頃，分成多個特色公園，種植了10多萬棵植物，品種多逾400種，當中也有不少罕見的品種。「結客場」位於公園的中心，與沙田大會堂及瀝源橋相連。中心隔鄰地帶是多個主題花園，包括圍牆花園、杜鵑園、石山花園及時花園，東面是具有東方色彩的「歷奇樂園」，南端是「南園」，內有高18米的瀑布從山丘峭壁傾瀉而下，直達大水池，並與湖心島、拱橋及涼亭相連。毗鄰南園是現代化的歷奇公園。北園為中國庭園，有連綿起伏的「龍背」圍牆及列柱式的涼亭。

## 設施
| 結客場： - 露天劇場 - 噴水池 - 觀景台 - 小食亭 藝術廊： - 公園正門 - 黃鵠門（公園中閘） - 圍牆花園 - 日影廊 - 草地（一） - 長者健體園地 - 石卵徑 - 杜鵑園 - 水池花園 - 西式花園 - 馥園 | 南園： - 墜粉門（公園南閘） - 西山 - 瀑布 - 南園正門 - 石景花園 - 南園兒童遊樂場 - 玉璽門（公園西閘） 北園： - 拾翠門（公園東閘） - 北園兒童遊樂場 - 飛燕門（公園北閘） - 草地2 - 北園正門 其他設施： - 藝術廊：該處於逢星期六、日及公眾假期早上九時至晚上七時，該處將展出香港藝術家創作的藝術作品，是一個讓藝術愛好者展示繪畫、雕刻、書法及陶器等手工藝作之地方。 - 單車亭：提供單車租賃及單車維修服務。 - 優質健行徑 |  |

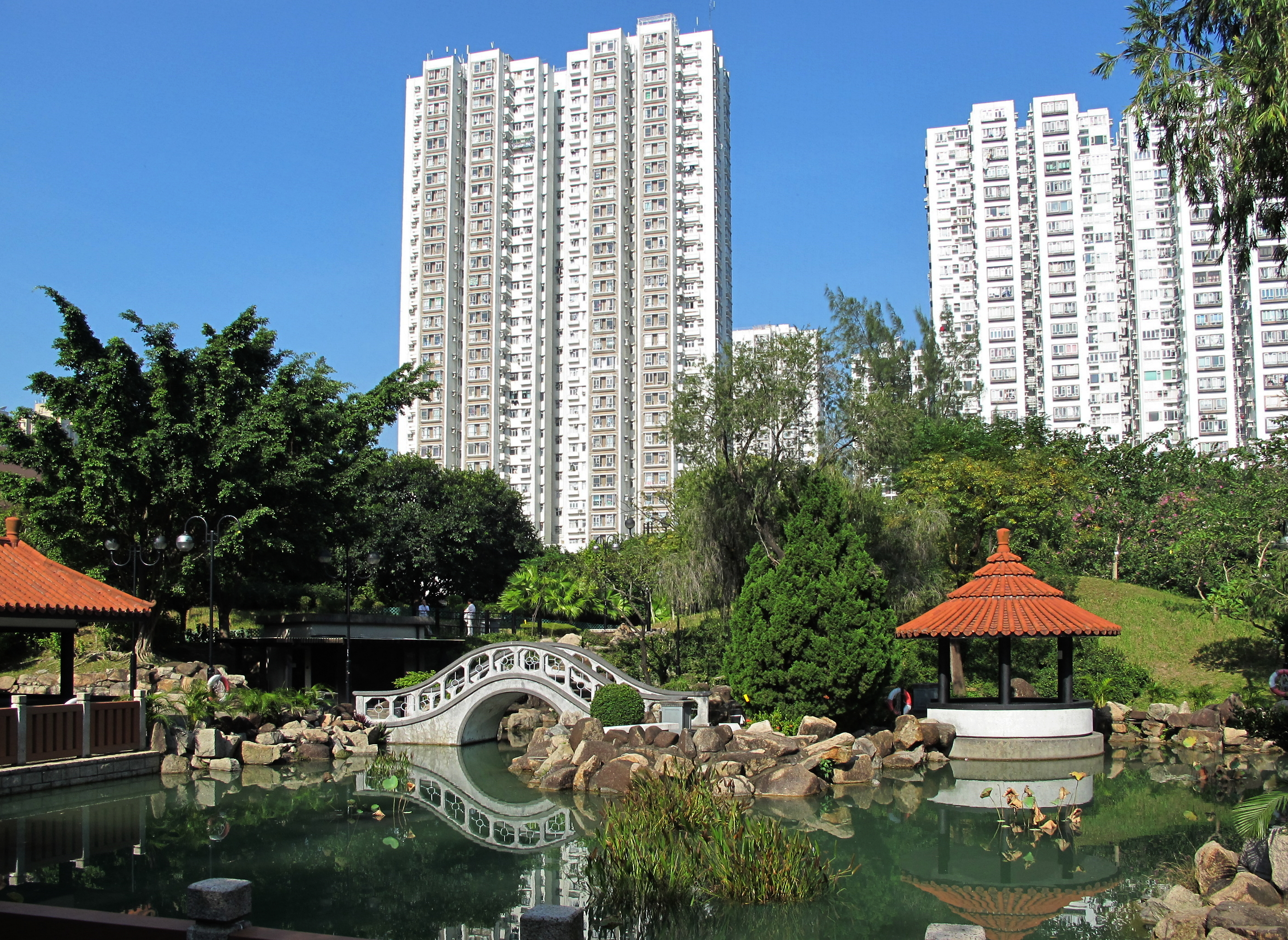
沙田公園北園

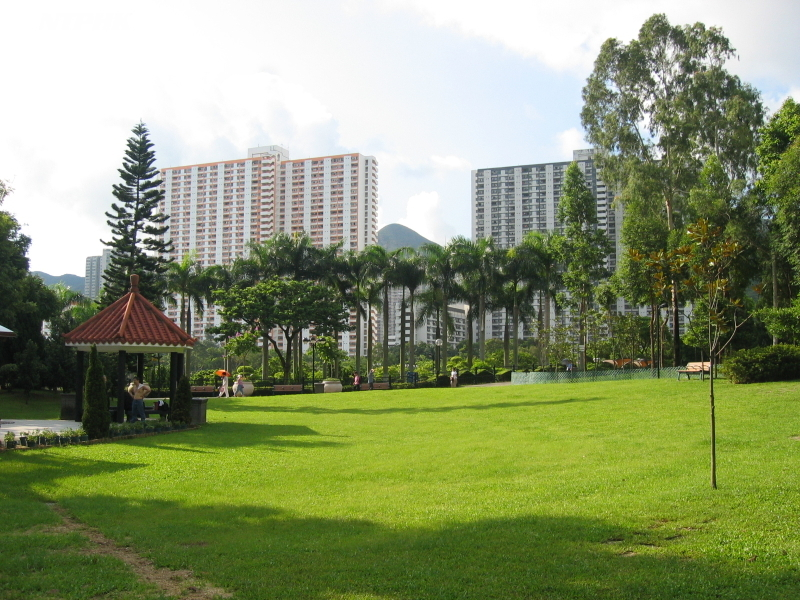
大草坪

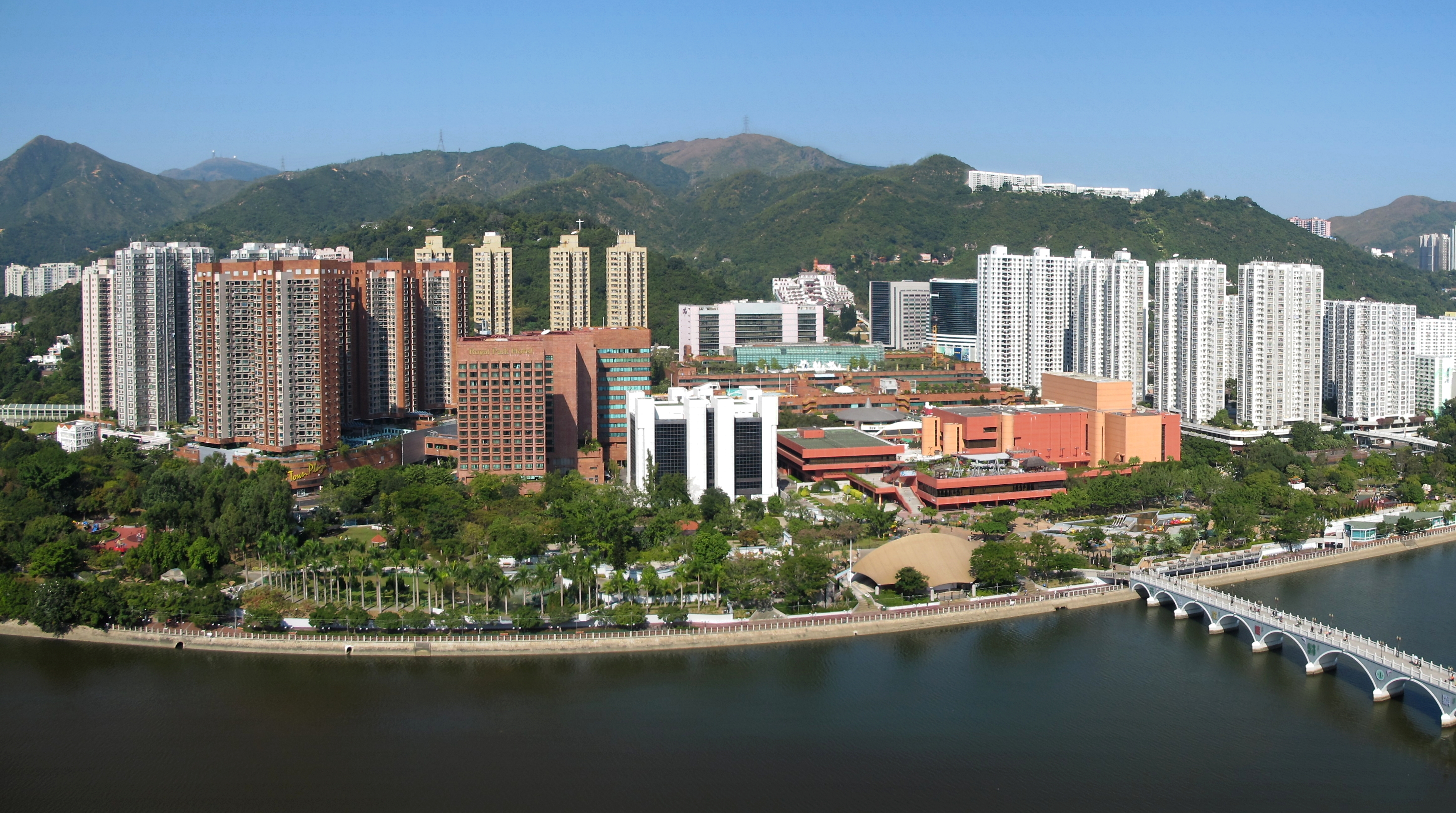
航拍沙田公園與沙田市中心

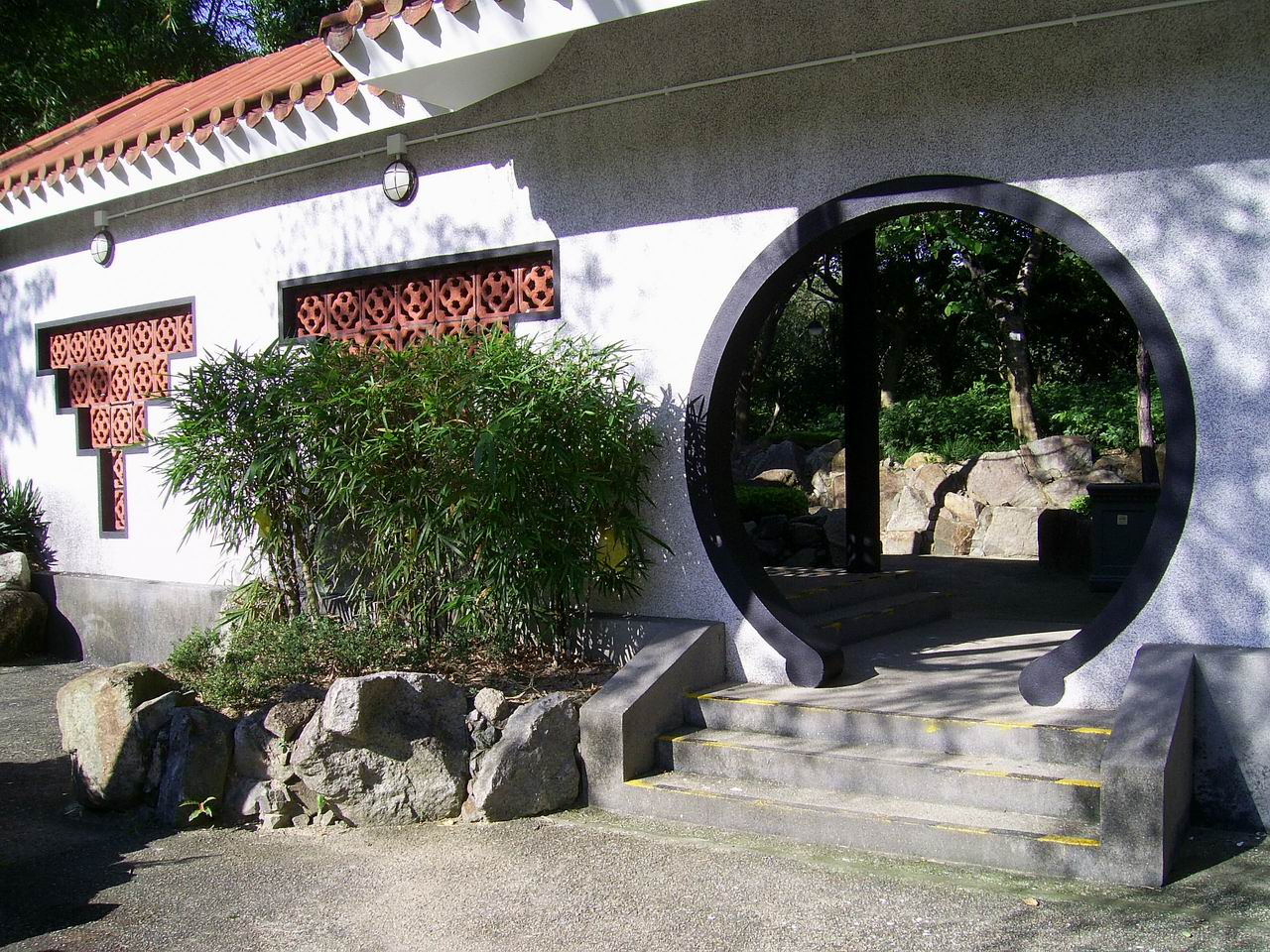
南園正門
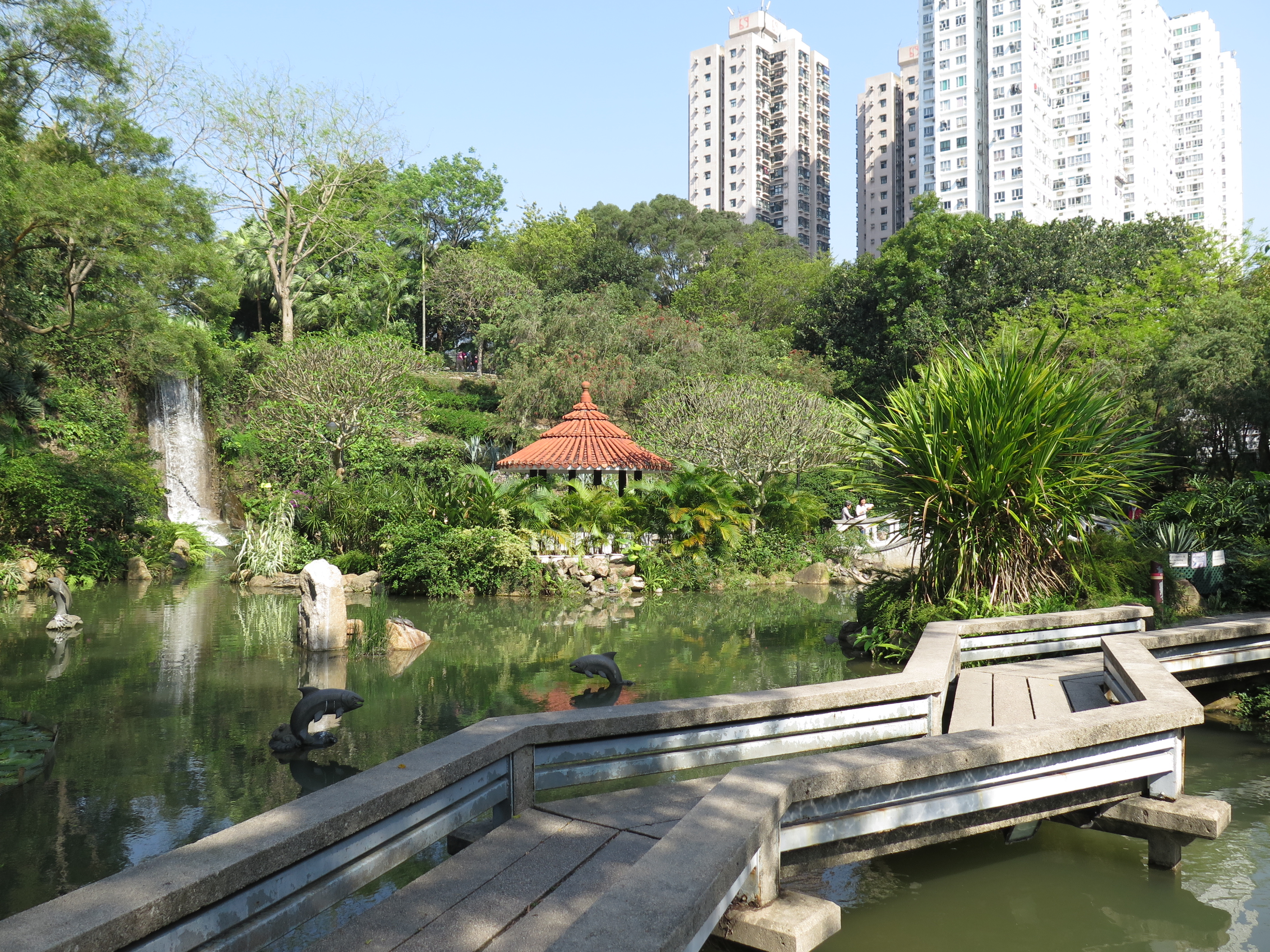
南園水池
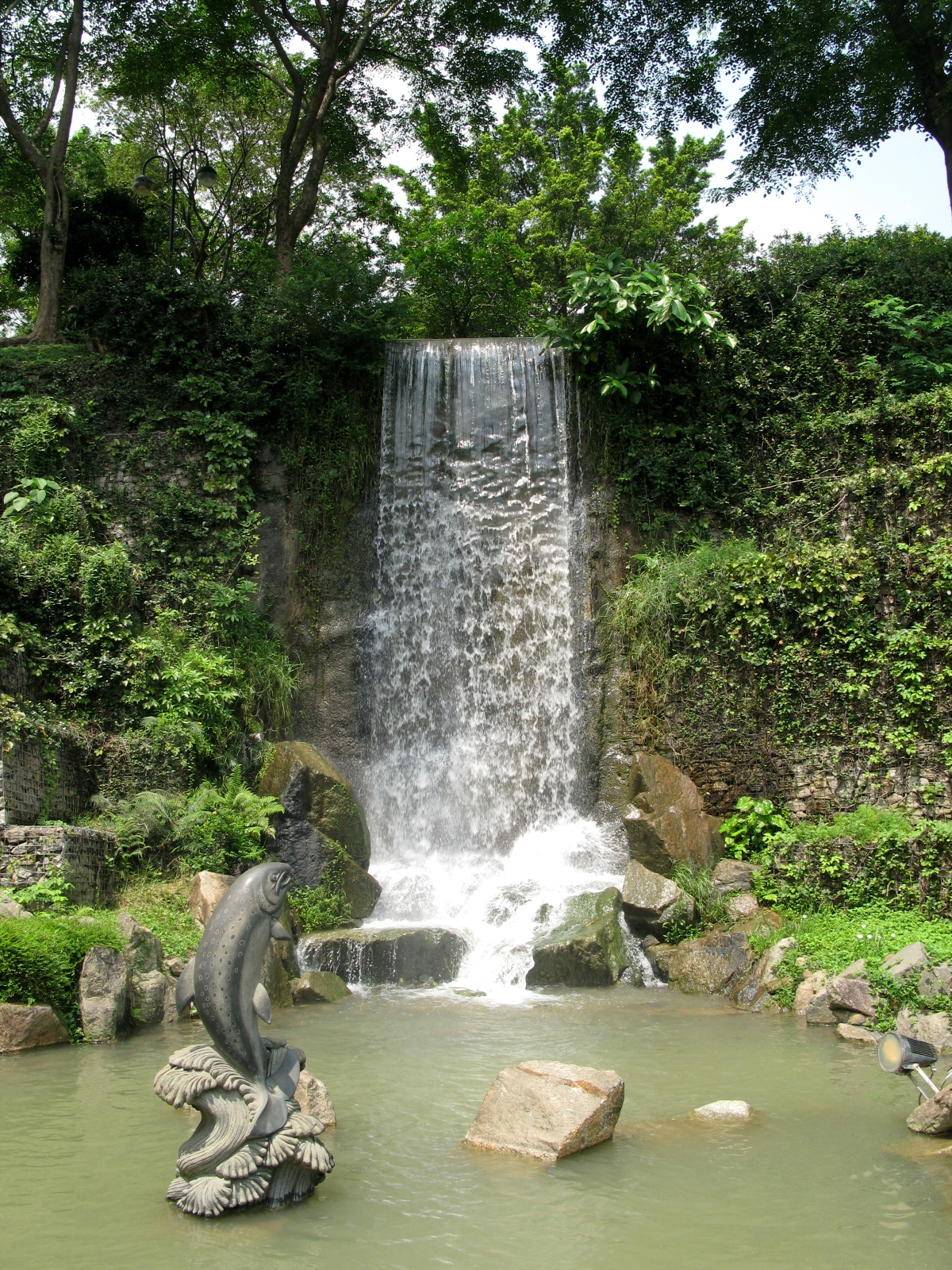
南園瀑布
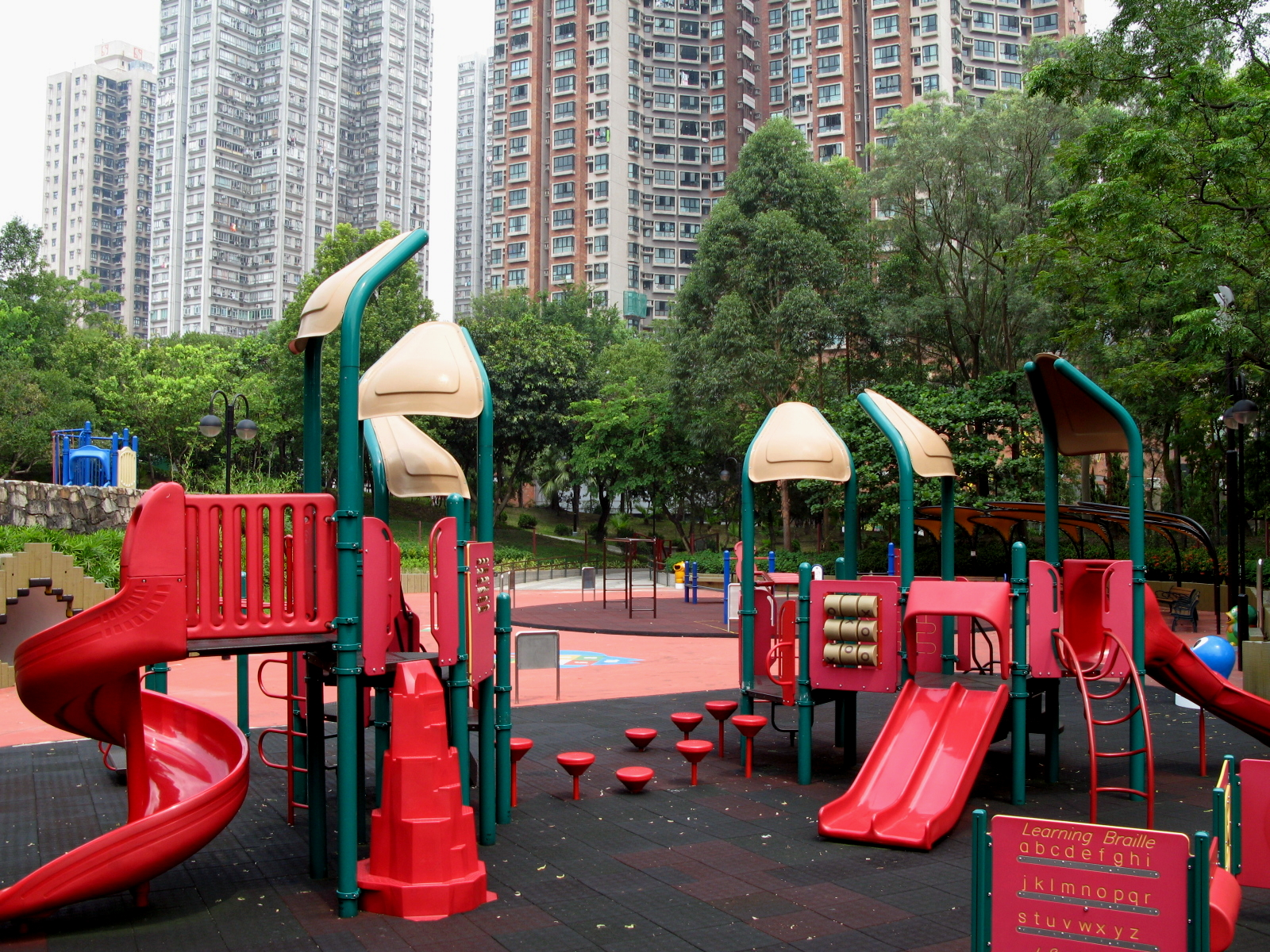
南園兒童遊樂場
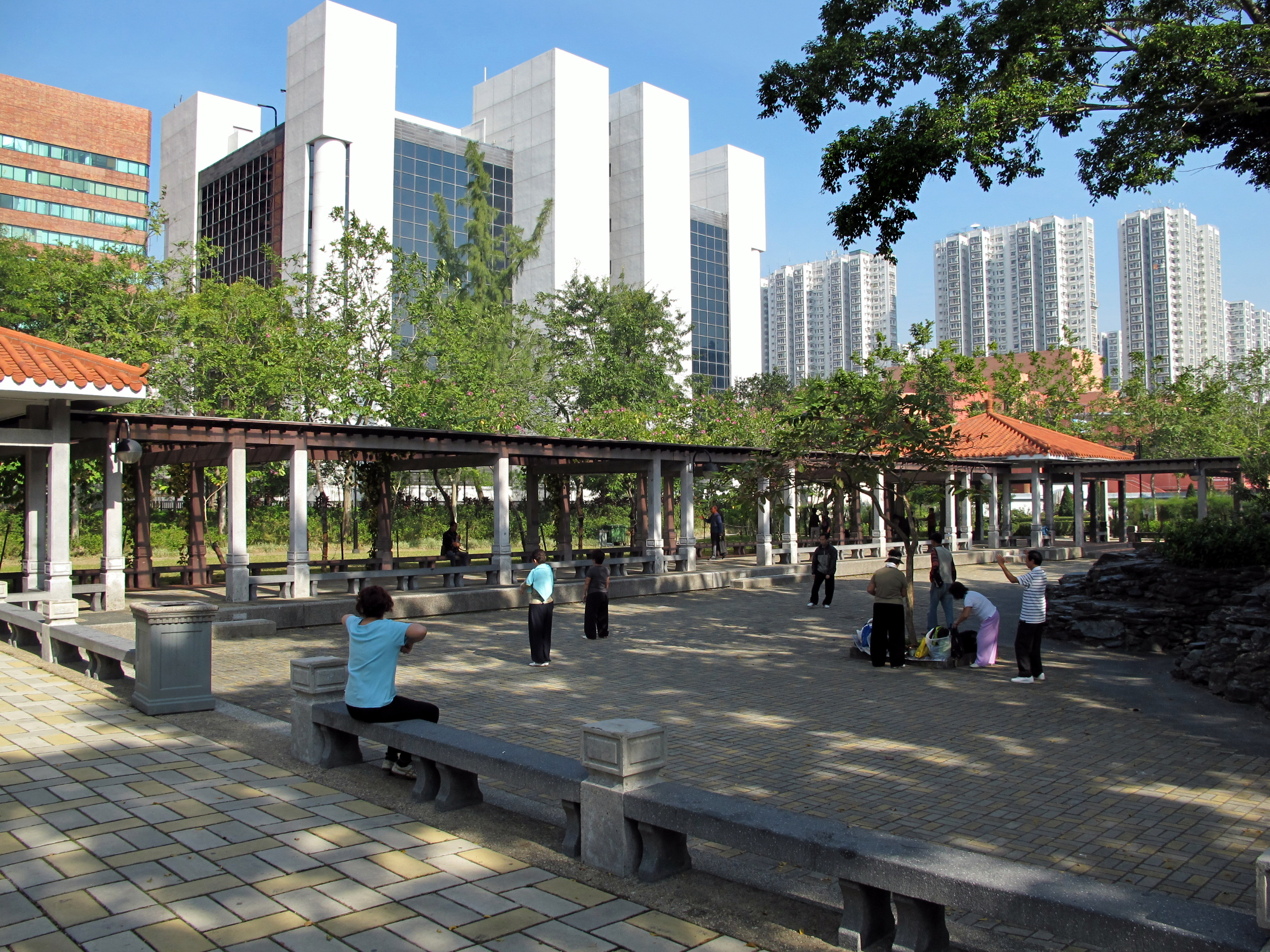
日影廊
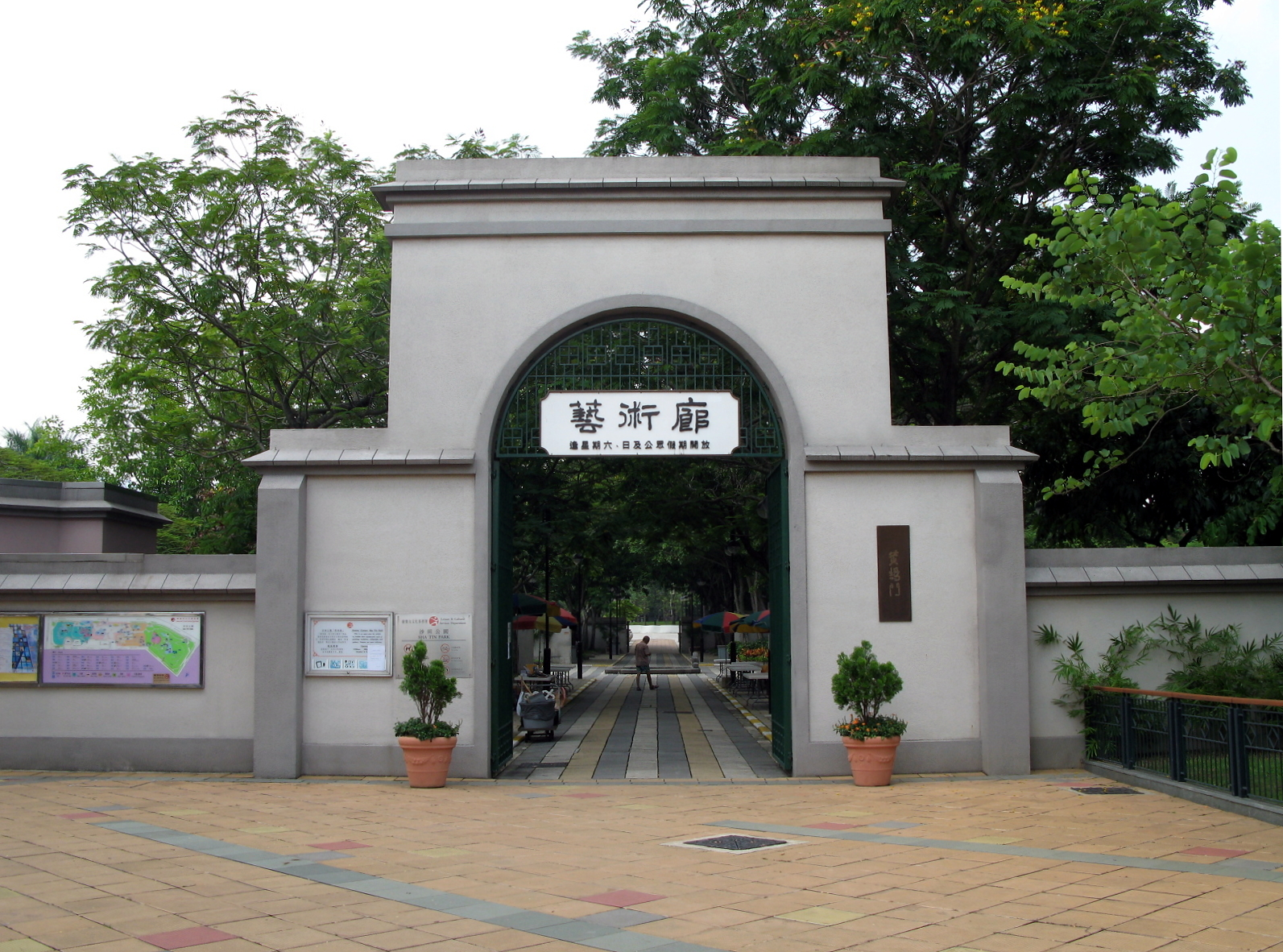
藝術廊（黃鵠門）
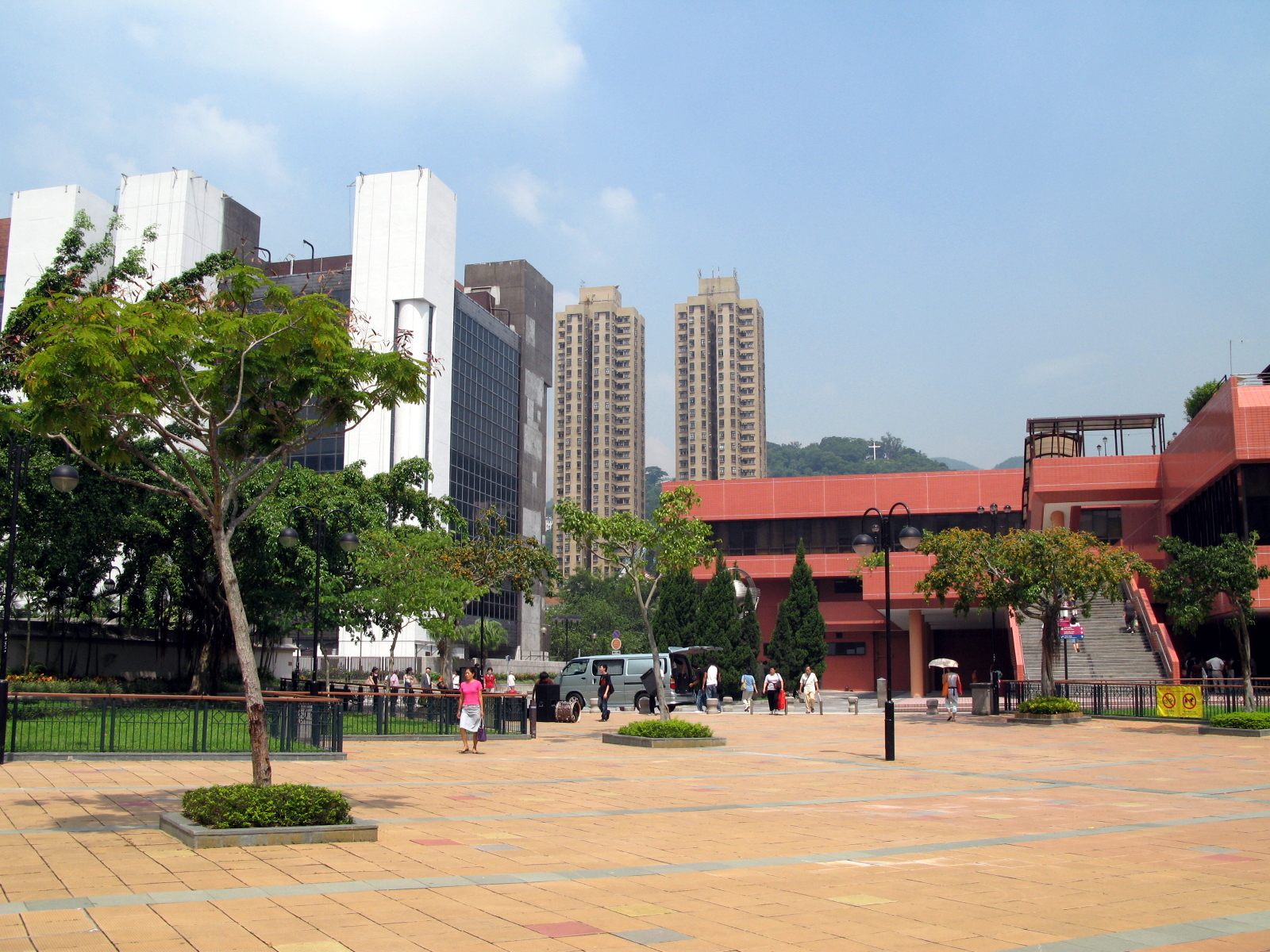
結客場
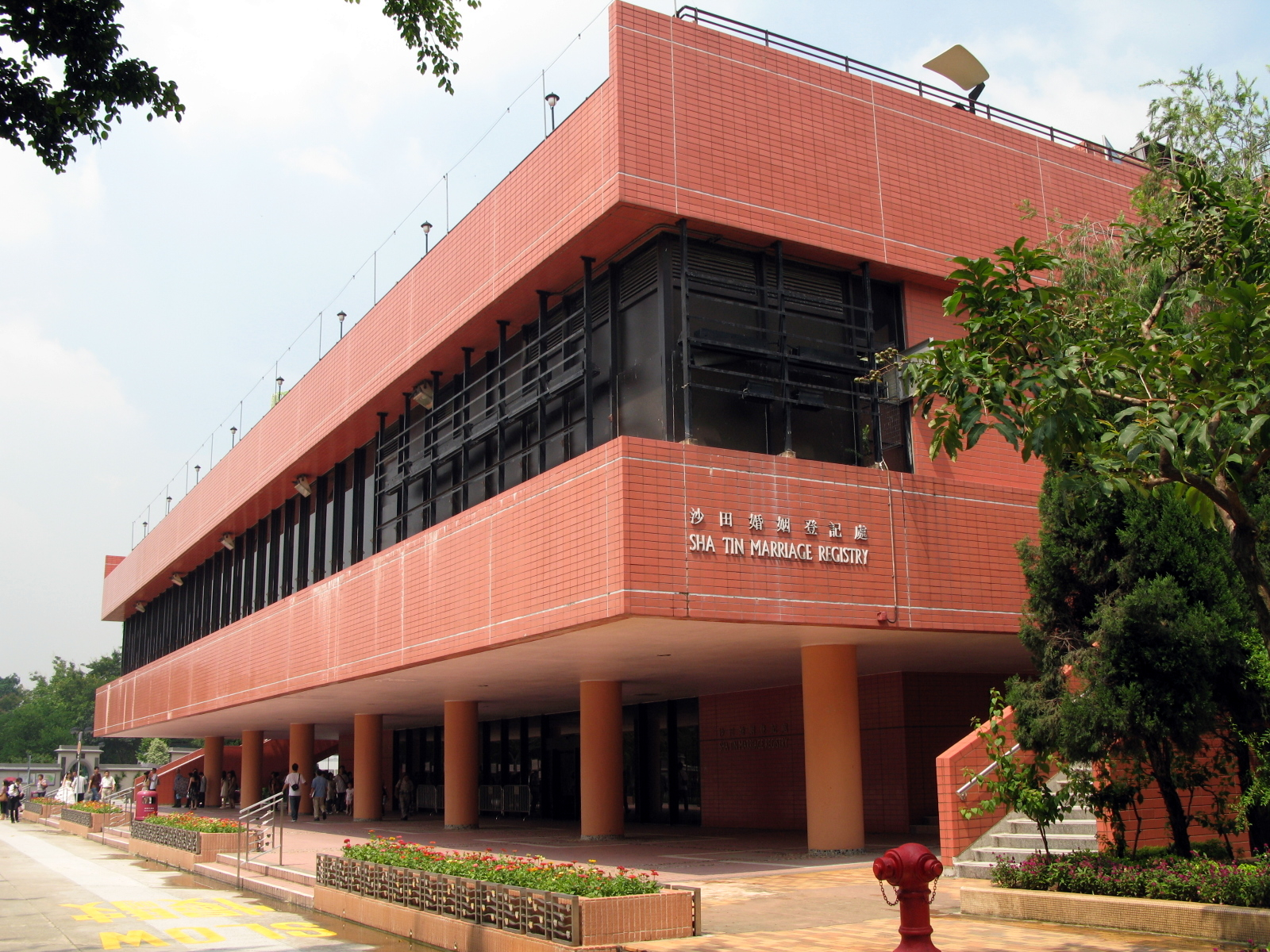
沙田婚姻登記處
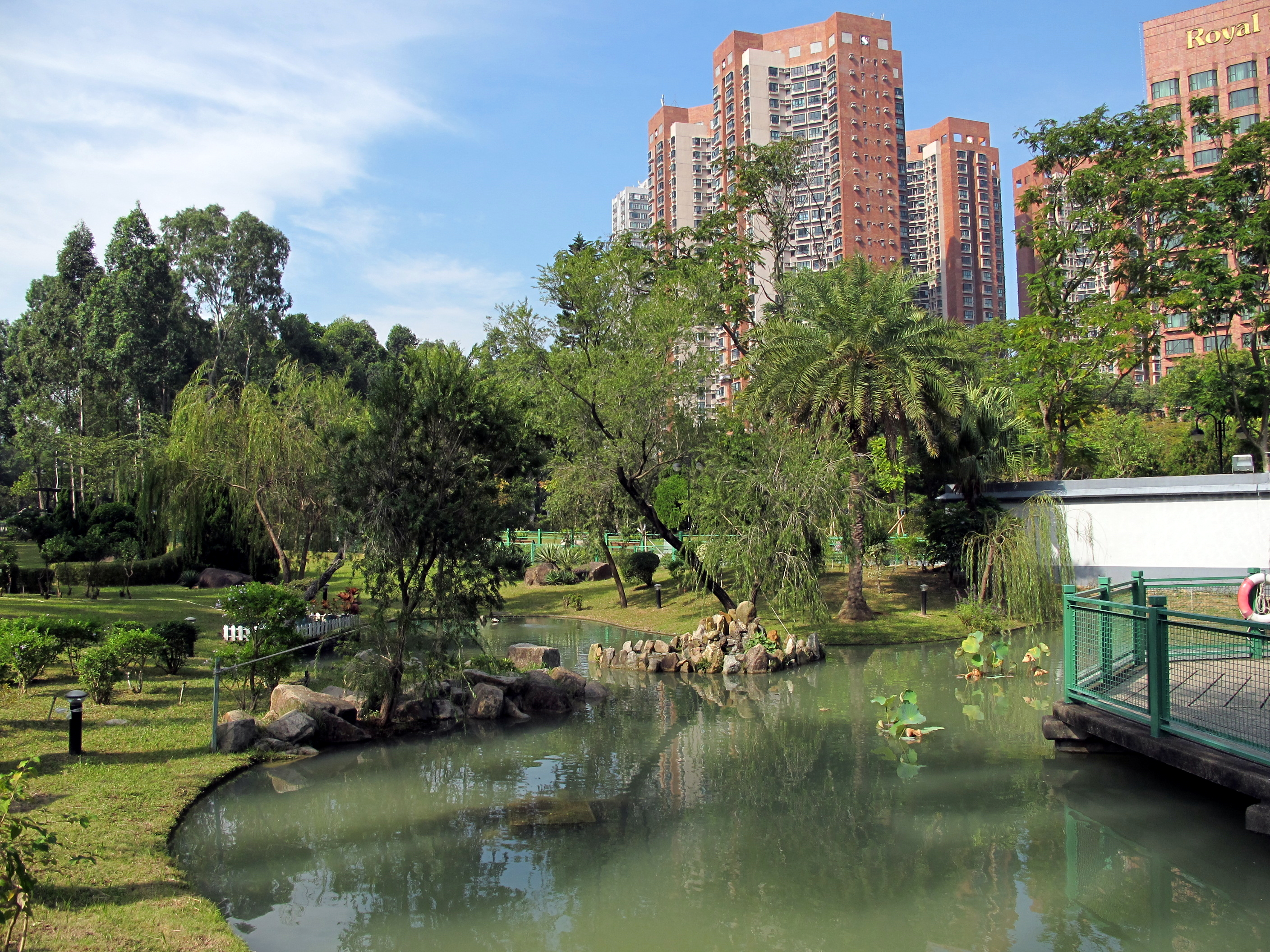
水池花園
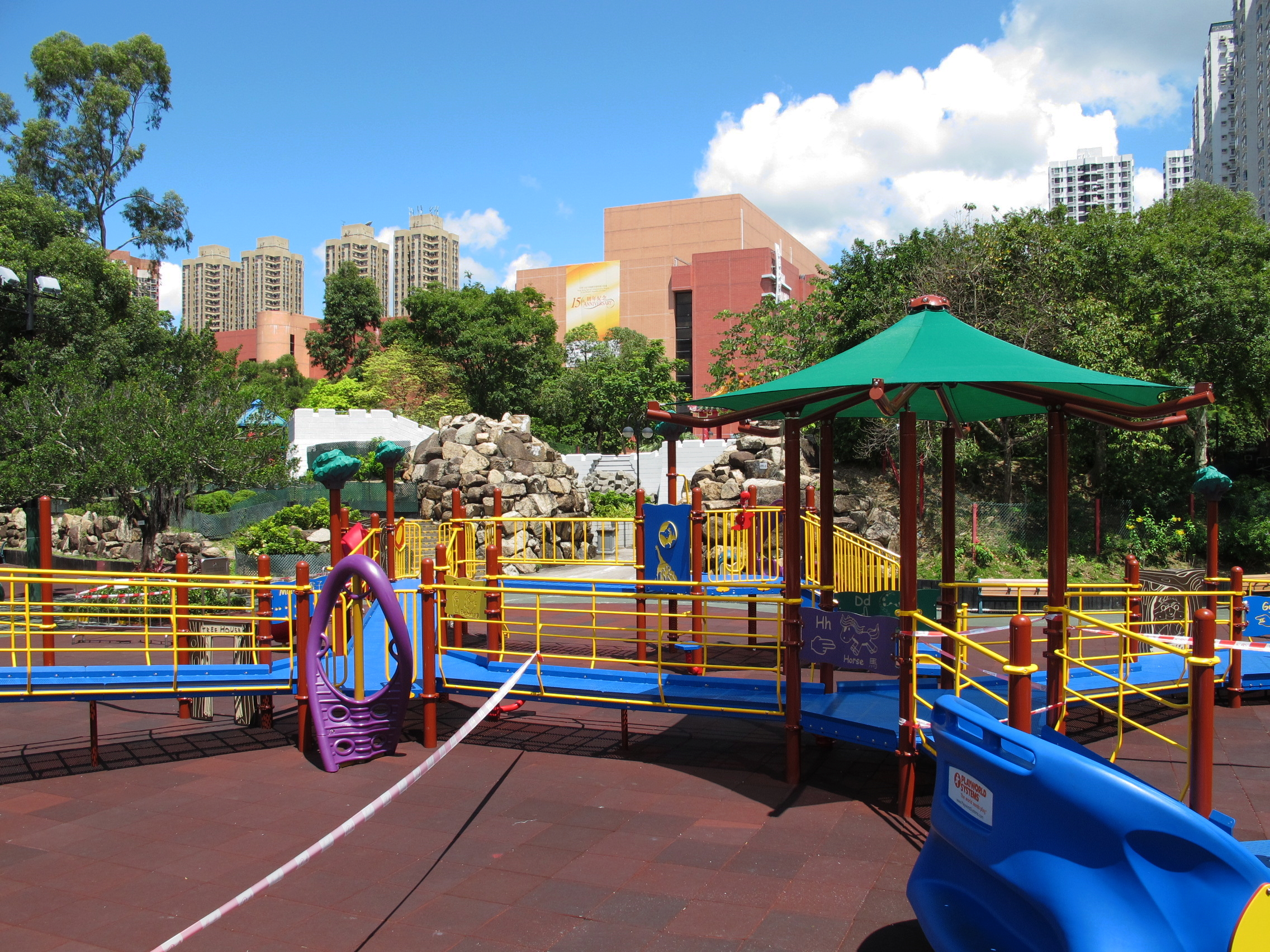
北園兒童遊樂場
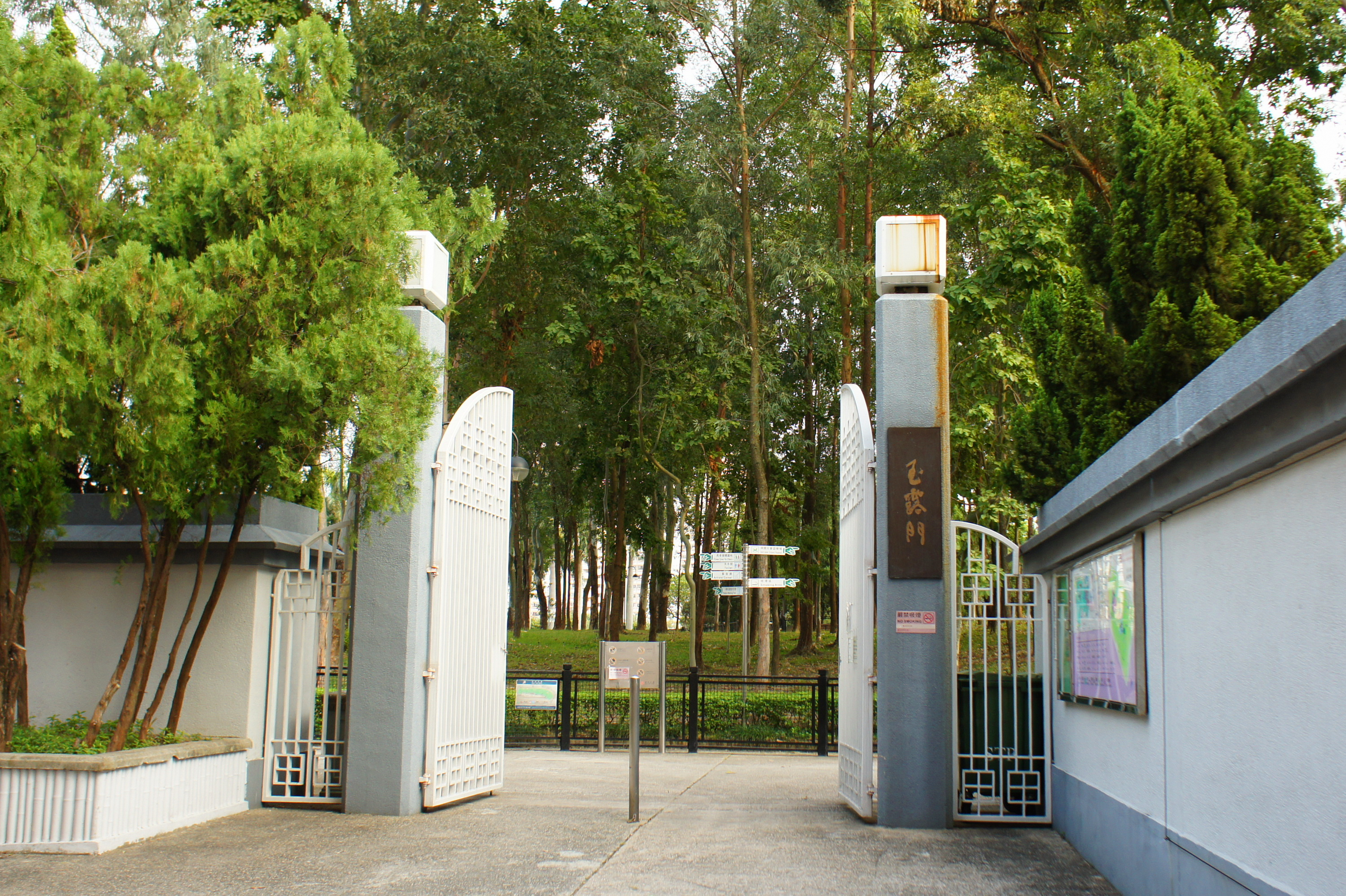
位於宜正里的玉露門
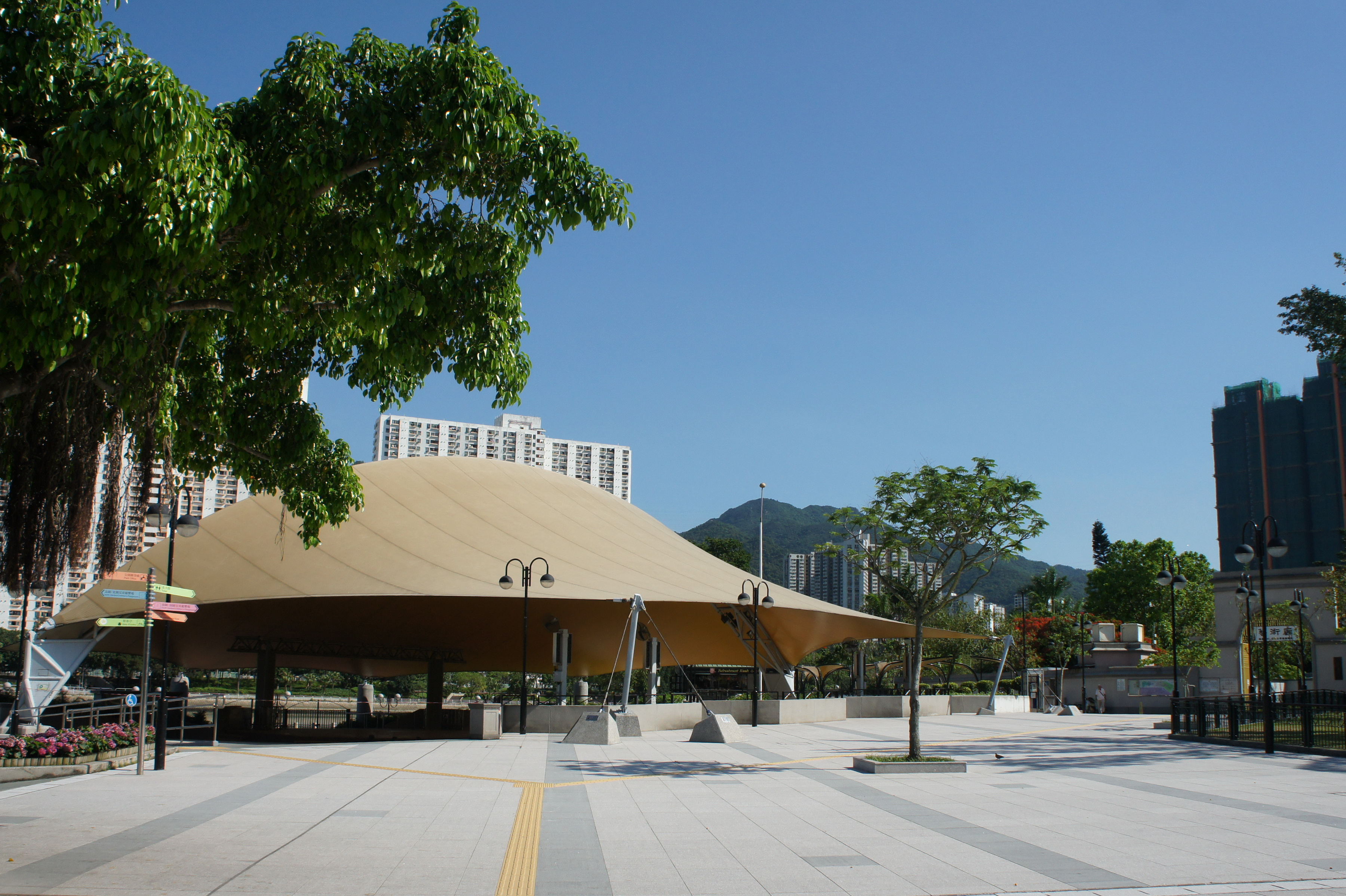
露天劇場

## 禁煙安排
此場地（除吸煙區外）禁止吸煙。
開放時間
結客場：24小時開放
其他設施：每日上午7時至晚上11時

## 鄰近設施
- 希爾頓中心
- 新城市廣場
- 帝都酒店
- 沙田文娛設施（沙田大會堂、沙田公共圖書館、沙田婚姻註冊處）
- 沙田裁判法院
- 城市藝坊
- 香港文化博物館
- 沙田單車徑

## 電視拍攝
- 1990年代教育電視中三中文科《燭之武退秦師》在沙田公園取景

## 外部連結
- 康樂及文化事務署：沙田公園 （页面存档备份，存于）